# Federazione italiana kendo
La Federazione Italiana Kendo (FIK) si occupa di promuovere e diffondere le discipline del kendo, dello iaido, del battodo e del chanbara in Italia.
La FIK era membro della All Japan Budo Federation

## Storia
La Federazione Italiana Kendo nasce nel 1980, dapprima come disciplina associata alla Federazione Italiana Scherma, successivamente Federazione a sé stante e fino al 2003 ha ottenuto il riconoscimento da parte del CONI, successivamente commissariata, il riconoscimento veniva sospeso.
Nel 2011 la Confederazione Italiana Kendo (CIK) ha fatto domanda al CONI per entrare a far parte delle Discipline Sportive Associate. Il CONI ha invitato le due Federazioni ad attuare un tavolo di confronto per eliminare la dicotomia esistente sulle discipline promosse.
La FIK, è tuttora esistente e si prodiga per l'unificazione del Kendo italiano. Promuove attività didattiche e agonistiche di Kendo e Iaido.